# Église Saint-Jean-Baptiste d'Ondes
Pour les articles homonymes, voir Église Saint-Jean-Baptiste.
L'église Saint-Jean-Baptiste d'Ondes est située à Ondes dans le département de la Haute-Garonne. L'édifice est inscrit au titre des monuments historiques en 1984.

## Histoire de l'église
1538 : c’est, semble-t-il, la première mention d’une église à Ondes, placée sous le patronyme de la décollation de saint Jean-Baptiste, fêté le 29 août avec une chapelle dédiée à Notre-Dame de l’Annonciation.

### La reconstruction
Après 1617, jugée trop petite par l’archevêque de Toulouse, elle est remplacée par un nouvel édifice construit sur l’emplacement de l’ancien cimetière. En 1839 l’église se trouvant maintenant dans un état de délabrement avancé, le conseil de fabrique décida de faire construire un nouvel édifice, en commençant par la façade et le clocher. Les plans furent faits par l’architecte Auguste Virebent, oncle du Curé Pujos qui officia en l’église d’Ondes de 1827 à 1866.
Dépenses faites pour la construction de la façade de l’église : journées payées par Monsieur le curé pour les maçons, charpentiers pour la toiture, pour les « andres », pour les pierres et leur transport, les briques, les manœuvres.
La fabrique a économisé dans les dépenses en 1839, tous les frais qu’aurait coûté le travail fait gratuitement par les habitants de la paroisse, à savoir : 130 journées hommes et 200 journées enfants ; pour les transports de matériaux : toute la brique blanche prise à Castelnau, à Grisolles, à Pompignan, le sable et les cailloux nécessaires à la construction, 246 quintaux de chaux portés de Toulouse en huit voyages, tous les ornements fournis par la fabrique Virebent et portés ici. L’économie peut être évaluée à la somme de 530 F.
Dépenses faites par Mr le Trésorier pour la façade de l’église : achat de tuiles blanches à Grisolles, briques blanches à Castelnau, à Grisolles, à Bouloc, chaux à Toulouse et leur transport. Cette dépense a été payée par le résidu de l’année 1838 et le produit des chaises et des quêtes.
1840 : serrurier pour le portail, charpentier pour la toiture, manœuvres pour démolition des murs de l’église, maçons pour le clocher, le seuil de la porte en pisé, journées aux cloches et à la toiture.
Suite de la construction du clocher : achat de matériaux, chaux, tuiles canal blanches, chevilles et le transport ; maçons, manœuvres, charpentier : journées aux cloches et à la toiture. M. le Maire a avancé cette somme 180 F. Joignez-la à ce qui lui est dû pages 17 et 18, la dette sera de 499 F, la recette est de 371 F : ôtez cette somme, reste dû 128 F.
1841 :  paiement des maçons, manœuvres, charpentier et achat huile pour la peinture, tuiles blanches et canal, donné à M. Virebent, architecte, 350 F., donné au maçon pour le t….. de la façade 24 F.
1842 : En recette : toujours produit des chaises, reçu un don 24 F., ainsi qu’un secours du Gouvernement 400 F., la quête en blé, un secours de la Commune 200 F. Et dans les dépenses : trois couches de peinture au portail de l’église.
1844 : dépenses : 898 F. dont la croix en pierre du clocher.
1845 : construction du Sanctuaire, des deux chapelles et des deux sacristies ; commencé le 19 mai 1845.
Il faut rendre hommage à tous ceux qui ont travaillé bénévolement.
Le caillou a été ramassé par les enfants de l’école et presque tous les matériaux ont été transportés gratuitement. Si les maçons, charpentiers et autres ont été payés, toute la main d’œuvre a été employée gratuitement. Deux charpentiers occupés à élever une cloison en planches, pour que l’église soit séparée des embarras de la construction, deux charpentiers occupés à démolir le sanctuaire, occupés à déblayer la place où doit être bâti le sanctuaire, maçons occupés à tracer les fondements de l’église avec l’ingénieur, occupés à creuser les fondements, occupés à « étendre » la chaux et commencer à bâtir les fondements, déblayer les fondements, charpentiers pour commencer d’établir la charpente, terminer les corniches extérieures, occupés à déblayer le sanctuaire et les sacristies, les tuilettes pour le couvert, occupés à fermer l’espace entre la nouvelle battisse et la vieille toiture, à crépir la sacristie, occupés à commencer les « cintres » du sanctuaire, occupés à déblayer les murs extérieurs de l’église, occupés à bâtir la cloison qui existe entre la vieille toiture et la nouvelle, occupés « à la double au-dessous de la cloison », plâtre pour les colonnes en chêne, fourniture de bois, consolider les cintres, crépir la seconde sacristie, remplacer le bâti de la toiture par la tuilette, occupés à fermer en planches l’espace entre la nouvelle toiture et le vieux plafond, pour carreler le sanctuaire, à commencer de les tailler, occupés à frotter et à tailler les carreaux du sanctuaire, les colonnes en chêne et les planches pour le parquet de la sacristie principale, plâtrer le chœur et les deux sacristies, occupés à carreler le sanctuaire, à placer les pierres du sanctuaire et à les consolider, occupés à démolir la séparation en planches de la vieille église avec la nouvelle construction. Et après avoir payé le passage du pont : ce travail a été terminé à trois heures, la veille de Noël, et nous avons pris possession de la nouvelle sacristie et du nouveau sanctuaire.

### Description de l'église après la reconstruction

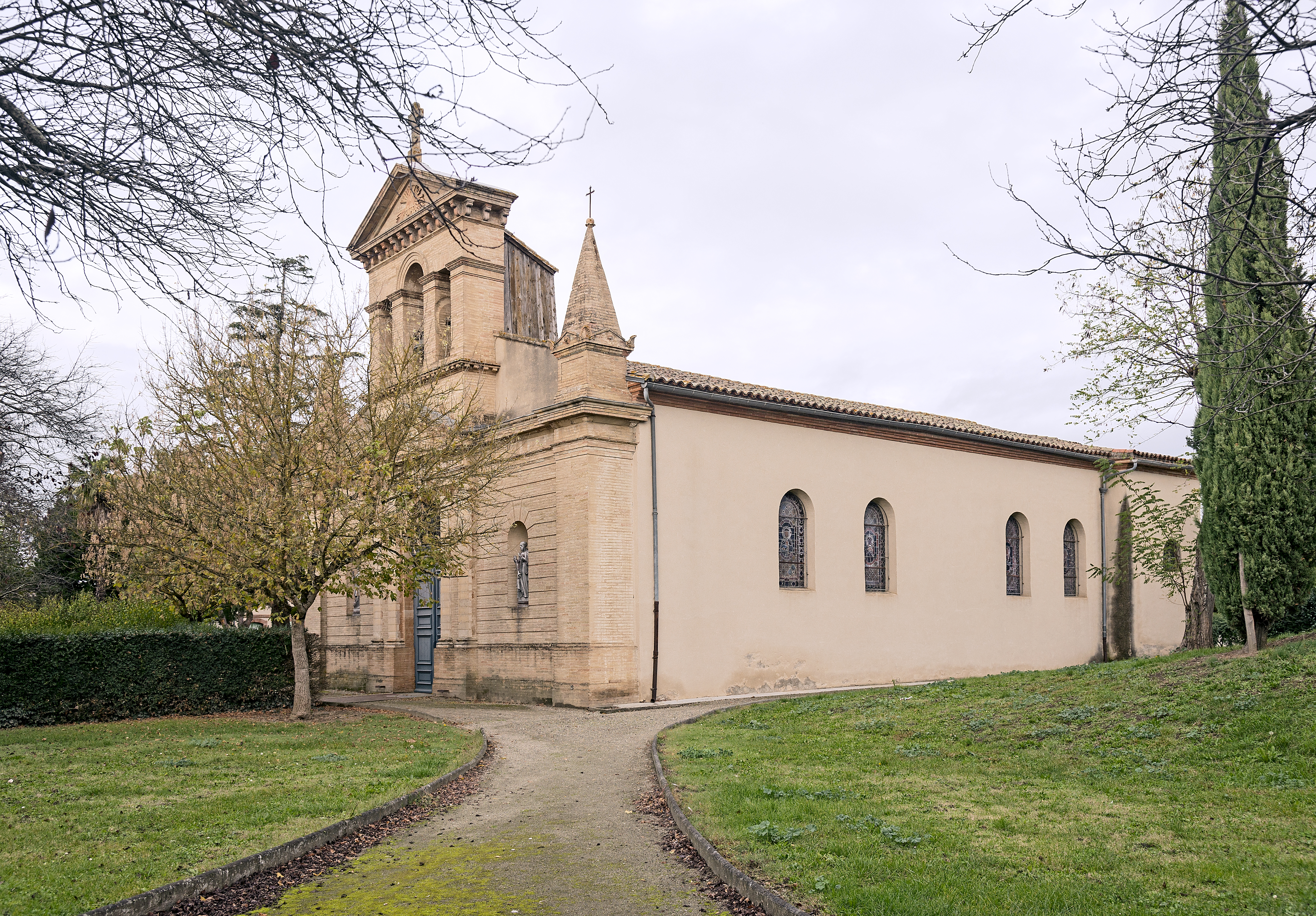

1846 : don fait à la fabrique : trois croisées en verre peint, la première placée derrière l’autel, représentant la décollation de saint Jean-Baptiste, les deux autres en ornementation avec deux médaillons, représentant les quatre évangélistes : ce don a été fait par M le Curé Pujos.
Dans la niche centrale, il y a une statue de saint Jean-Baptiste, terre cuite de Virebent frère, sculpteur clerc. Le chœur est composé d’une travée droite et d’une abside ; l’arc triomphal est supporté par deux colonnes de l’ordre corinthien en stuc recouvert d’une peinture imitant le marbre rouge ; l’abside est percée d’une niche centrale et de deux fenêtres à droite et à gauche ; de part et d’autre de chaque fenêtre, deux pilastres de l’ordre corinthien peints en marbre rouge supportent l’entablement, le chœur a été fait par les  plâtriers Lagèze et Lafon, le tout a coûté 500 F.
De part et d’autre du maître-autel, deux crédences portées par des angelots forment consoles, terres cuites de Virebent frères.
1848 : construction de la nef de l’église, depuis la première colonne déjà placée, jusqu’au clocher. Fin de toute la construction de la nef de l’église le 26 août.
La décoration de l’église durera jusqu’en 1866, année de la mort du curé Pujos à l’âge de 55 ans et grâce à qui le village d’Ondes possède aujourd’hui encore cette église classée et qui a résisté à l’inondation de 1875.